# Left to Die
Left to Die (česky Odešel zemřít) je druhé EP americké death metalové skupiny Obituary. Vydáno bylo v roce 2008 hudebním vydavatelstvím Candlelight Records. Obsahuje čtyři skladby - dvě nové, coververzi Dethroned Emperor od Celtic Frost a znovu nahranou skladbu Slowly We Rot ze stejnojmenného alba. Mimo to je na albu také videoklip Evil Ways.

## Seznam skladeb
1. Forces Realign - 4:37
2. Dethroned Emperor (coververze Celtic Frost) - 5:04
3. Slowly We Rot - 4:38
4. Left to Die - 6:18

## Sestava
- John Tardy – vokály
- Ralph Santolla – kytara
- Trevor Peres – kytara
- Frank Watkins – baskytara
- Donald Tardy – bicí